# Cieszyńskie Towarzystwo Strzeleckie
Cieszyńskie Towarzystwo Strzeleckie – najstarsze i najdłużej działające stowarzyszenie na Śląsku Cieszyńskim.
Powstało w 1795 roku, a jego założycielami byli Peter Bianchi, Ignatz Chromy, Franz Slepitschka i Johann Rothe; pierwszymi szefami stowarzyszenia zostali Bianchi i Chromy.
24 kwietnia 1796 roku w Cieszynie Towarzystwo zorganizowało pierwsze publiczne konkursy strzeleckie. W 1798 roku cesarz Franciszek II pozwolił stowarzyszeniu na organizację co roku ośmiodniowych "strzelań królewskich".
W 1800 roku na listę członków Towarzystwa wpisał się rosyjski feldmarszałek Aleksandr Suworow, który w tym czasie przejeżdżał przez Cieszyn.
Członkami Towarzystwa byli także m.in. Ferdynand d'Este i Albert Sasko-Cieszyński. Od powstania do około 1850 do Cieszyńskiego Towarzystwa Strzeleckiego należało około 500 osób.